# Tigidia
Tigidia es un género de arañas migalomorfas de la familia Barychelidae. Se encuentra en Madagascar e isla Mauricio.

## Lista de especies
Según The World Spider Catalog 11.5:
- Tigidia alluaudi (Simon, 1902)
- Tigidia bastardi (Simon, 1902)
- Tigidia dubia (Strand, 1907)
- Tigidia majori (Pocock, 1903)
- Tigidia mathiauxi (Simon, 1902)
- Tigidia mauriciana Simon, 1892
- Tigidia processigera (Strand, 1907)
- Tigidia typica (Strand, 1907)